# Hakimiyet-i Milliye
L'Hakimiyet-i Milliye (dal turco Sovranità Nazionale) è stato un giornale turco fondato da Atatürk nel 1920. Funzionava come il principale quotidiano del movimento nazionalista turco durante la guerra d'indipendenza turca. Fu ribattezzato Ulus nel 1934. Il primo editore fu Ahmet Ağaoğlu.